# Хатрурит
Хатрурит — мінерал класу силікатів. Названий відповідно до своєї типової місцевості — формації Хатрурім, в Ізраїлі.

## Характеристики
Хатрурит — це силікат кальцію із хімічною формулою Ca3SiO5. Він кристалізується в тригональній системі. Твердість за шкалою Мооса становить 6.
Відповідно до класифікації Нікеля-Штрунца, хатрурит належить до підкласу "09.AG Незосилікатні структури (ізольовані тетраедри) з додатковими аніонами; катіони в координації > [6] ± [6]".

## Утворення і родовища
Виявлений у формації Хатрурім, яка знаходиться у пустелі Негев в Ізраїлі. Це єдине місце, де знайдено цей мінеральний вид.